# Robeschia schimperi
Robeschia schimperi är en korsblommig växtart som först beskrevs av Pierre Edmond Boissier, och fick sitt nu gällande namn av Otto Eugen Schulz. Robeschia schimperi ingår i släktet Robeschia och familjen korsblommiga växter. Inga underarter finns listade i Catalogue of Life.